# Omega Ursae Majoris
Omega Ursae Majoris (ω UMa / ω Ursae Majoris) es una estrella binaria ubicada en la constelación de la Osa Mayor, aproximadamente a 267 años luz de la Tierra.
Omega Ursae Majoris es una binaria espectroscópica clasificada como una enana blanca tipo A de la secuencia principal, y cuenta con una magnitud aparente de +4.66. Es sistema binario posee un período orbital de 15.8 días.
Recibe el nombre de Tien Laou, que significa «la prisión celeste» en la tradición astronómica china.
- Datos: Q3232705